# Anularya
Anularya is een geslacht van weekdieren uit de klasse van de Gastropoda (slakken).

## Soorten
- Anularya bicostata (Tchang & Tsi, 1949)
- Anularya mansuyi (Dautzenberg & H. Fischer, 1905)